# مسجد الجمعة سيالكوت
مسجد الجمعة سيالكوت أو مسجد الجمعة دونجا باغ هو أكبر مسجد في مدينة سيالكوت في الشمال الشرقي من باكستان, لدى المسجد قدرة استيعابية لاستيعاب 50,000 مصلي، للمسجد مأذنتين واحده صغيرة وواحدة كبيرة، المئذنة الكبيرة هي أكبر معلم في مدينة سيالكوت، وهناك عمل ملحوظ لمرآة على الجدران الأمامية لقاعة الصلاة الرئيسية .

## وصلات خارجية
- موقع المسجد